# Body Language (canción de Jesse McCartney)
Body Language es el cuarto sencillo del álbum Departure, de la cantante estadounidense Jesse McCartney.

## Información
La canción fue lanzada como un remix a dúo con T-Pain el 8 de septiembre del 2009. El remix es casi idéntico a la versión del álbum, excepto en la parte en la que canta T-Pain. El video fue dirigido por Will Knapp y ha logrado más de 5.4 millones de visitas en el canal oficial de Hollywood Records en YouTube, y más de 2.5 millones en el canal oficial de Jesse McCartney. Fue lanzado digitalmente en iTunes el 20 de octubre del 2009.

### Lista de canciones
Descarga digital
1. Body Language (con T-Pain)

Body Language (The Remixes) - Promo CD
1. Body Language - The Element Club (Bimbo Jones)
2. Body Language - The Element Club (Bimbo Jones feat. T-Pain)
3. Body Language - The Bimbo Jones Dub
4. Body Language - The Element (Extended Radio Edit) (Bimbo Jones)
5. Body Language - The Element (Radio Edit) (Bimbo Jones)
6. Body Language - The Element (Extended Radio Edit) (Bimbo Jones feat. T-Pain)
7. Body Language - DJ Mike Cruz Tribal Vox Mix (No Drop)
8. Body Language - DJ Mike Cruz Tribal Vox (No Drop Mix)
9. Body Language - DJ Mike Cruz Dubamental
10. Body Language - DJ Mike Cruz Radio Edit

## Posicionamiento
| Listas (2009 - 2010)               | Posición |
| ---------------------------------- | -------- |
| iTunes USA Pop Songs               | 94       |
| Canadian Hot 100                   | 78       |
| U.S. Billboard Hot 100             | 35       |
| U.S. Billboard Hot Dance Club Play | 10       |
| U.S. Billboard Hot Digital Songs   | 25       |
| U.S. Billboard Mainstream Top 40   | 23       |